# 癸
癸（き、みずのと）は、十干の10番目である。
陰陽五行説では水性の陰に割り当てられており、ここから日本では「みずのと」（水の弟）ともいう。

## 概要
- 「癸」という漢字の起源についてはこれまで様々な提案がなされてきたが定説は無い[1][2][3]。十干の十番目を指す単語に用いるのは仮借による。
- 西暦年の下一桁が3の年が癸の年となる。なお、年を表す時の別名は昭陽[4]。
- 中国語の化合物命名法では、デカン、デシル基など、炭素を10含む化合物や官能基の名に付けられる。
- 反対側は、戊（つちのえ）。
- 恵方は、南南東やや南（165度）。

## 癸を含む干支
- 癸酉
- 癸未
- 癸巳
- 癸卯
- 癸丑
- 癸亥